# Timothy Fosu-Mensah
Timothy Fosu-Mensah, född 2 januari 1998 i Amsterdam, är en nederländsk fotbollsspelare som spelar för Bayer Leverkusen.

## Klubbkarriär
Efter att ha fångat uppmärksamhet från Manchester Uniteds scouter lämnade Fosu-Mensah hemlandet och Ajax under sommaren 2014. Han debuterade för Manchester Uniteds A-lag i Premier League-mötet med Arsenal den 28 februari 2016. Fosu-Mensah byttes då in till förmån för Marcos Rojo i den 55:e minuten. I den efterföljande omgången, i matchen mot Watford den 2 mars, fick Fosu-Mensah för första gången förtroendet från start.
Den 10 augusti 2017 lånades Fosu-Mensah ut till Crystal Palace för resten av säsongen. Den 9 augusti 2018 lånades Fosu-Mensah ut till Fulham på ett låneavtal över säsongen 2018/2019. Den 13 januari 2021 värvades Fosu-Mensah av Bayer Leverkusen, där han skrev på ett 3,5-årskontrakt.